# Ventosa de la Cuesta
Ventosa de la Cuesta és un municipi de la província de Valladolid a la comunitat autònoma espanyola de Castella i Lleó.
| 1996 | 1998 | 1999 | 2000 | 2001 | 2002 | 2003 | 2004 | 2005 | 2006 |
| ---- | ---- | ---- | ---- | ---- | ---- | ---- | ---- | ---- | ---- |
| 167  | 164  | 163  | 154  | 157  | 150  | 142  | 135  | 134  | 138  |

| Període      | Nom de l'alcalde/-essa          | Partit polític | Data de possessió |
| ------------ | ------------------------------- | -------------- | ----------------- |
| 1979 - 1983  |                                 |                | 19/04/1979        |
| 1983 - 1987  |                                 |                | 28/05/1983        |
| 1987 - 1991  |                                 |                | 30/06/1987        |
| 1991 - 1995  |                                 |                | 15/06/1991        |
| 1995 - 1999  |                                 |                | 17/06/1995        |
| 1999 - 2003  |                                 |                | 03/07/1999        |
| 2003 - 2007  | Juan Carlos Fernández Fernández | PP             | 14/06/2003        |
| 2007 - 2011  | Juan Carlos Fernández Fernández | PP             | 16/06/2007        |
| 2011 - 2015  | n/d                             | n/d            | 11/06/2011        |
| 2015 - 2019  | n/d                             | n/d            | 13/06/2015        |
| 2019 - 2023  | n/d                             | n/d            | 15/06/2019        |
| Des del 2023 | n/d                             | n/d            | 17/06/2023        |

## Patrimoni històric-artístic

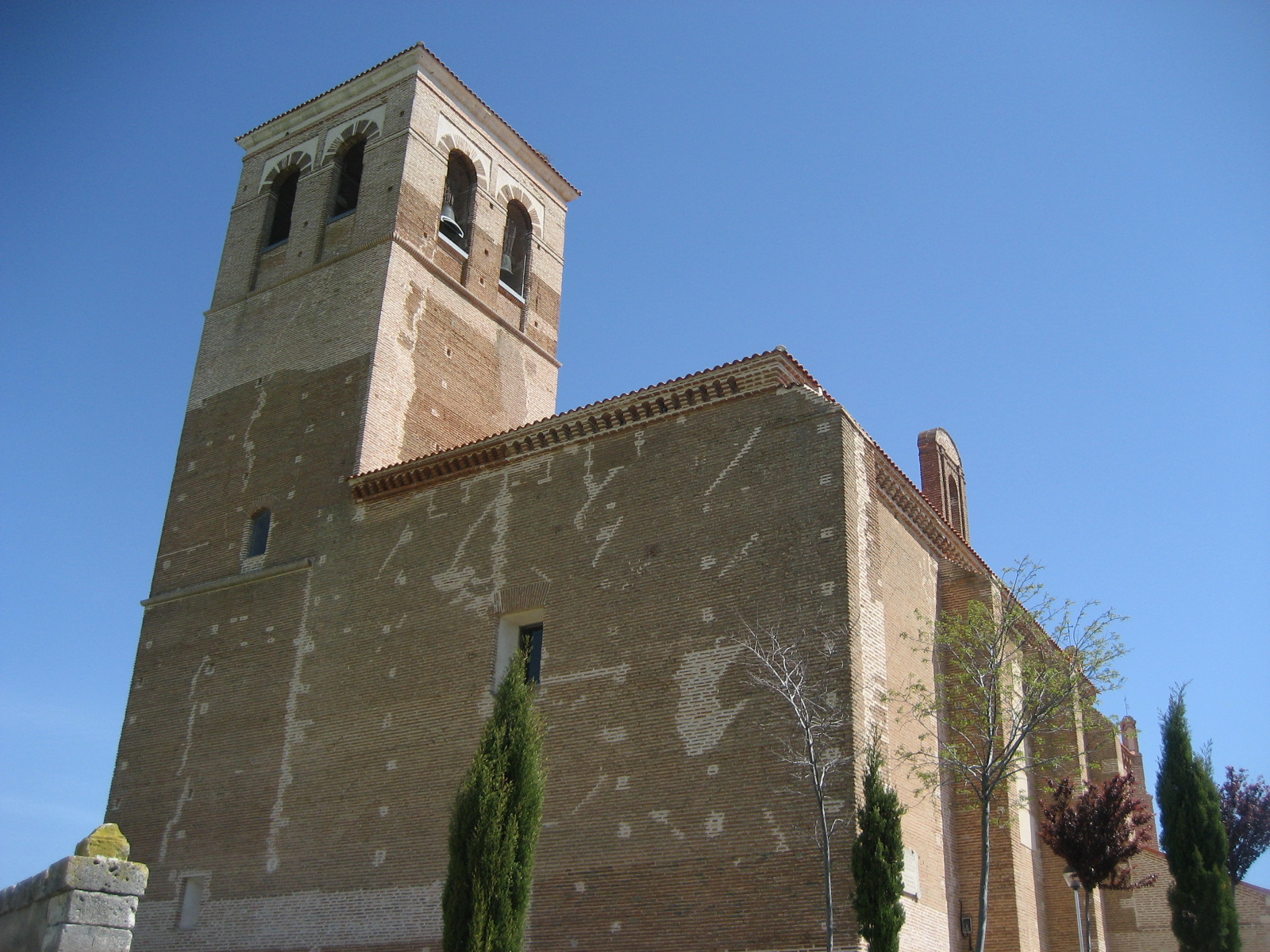
Vista de l'església de Santa María de l'Assumpció

### Església de Santa María de l'Assumpció
Es tracta d'un temple catòlic construït en maó, possiblement a la fi del segle xv o principis del XVI. Presenta planta de saló, amb altar major de forma octogonal i cor elevat als peus, mentre que la coberta és de volta de creueria amb llunetes i guixeries a la nau, quart d'esfera amb llunetes a l'altar major i volta de canó a la sagristia. A l'exterior presenta contraforts als murs i a l'absis, cas en el qual són angulars i rematats en pinacles. Així mateix, la decoració exterior de l'absis -de traçat mudèjar- es complementa amb arcuacions al coronament. Als peus de l'edifici es troba la torre, de planta quadrada, tres cossos i també en maó.

En el seu interior es conserven una creu processional del segle xiii en bronze així com diverses pintures renaixentistes atribuïdes al Mestre de Becerril. Als peus de l'altar major està enterrat, tal com va ser la seva voluntat testamentària, l'escultor Alonso Berruguete, mort el 1561. Als llibres de fàbrica se certifica la mencionada sepultura, encara que no hi ha inscripcions en les lloses sepulcrals, el que podria explicar-se per la reforma del terra de l'església que va tenir lloc el 1768:
| « | yten mas se le aze cargo al dicho mayordomo myll mrs de la sepultura de Berruguete. | » |

### Humilladero del Cristo
A l'entrada del poble des de Matapozuelos, destaca l'ermita del Humilladero del Cristo, tota ella de maó, amb campanar de cadireta i amb una carcassa moderna que cobreix la seva única nau.